# Eurodicautom
Eurodicautom е терминологичната база от данни на Европейския съюз (ЕС). Съществуват различни портали, които предлагат безплатен достъп до тази услуга и позволяват превод на речника на Европейския съюз между отделните езици на страните, членуващи в ЕС.
Този речник вече не се поддържа, като цялата база от данни е преместена в IATE (Inter-Active Terminology for Europe). Една положителна страна, която трябва непременно да се отбележи, е включването в IATE и на български език.